# اچ‌ام‌اس ساندویچ (۱۶۷۹)
اچ‌ام‌اس ساندویچ (۱۶۷۹) (به انگلیسی: HMS Sandwich (1679)) یک کشتی بود که طول آن ۱۶۱ فوت ۶ اینچ (۴۹٫۲ متر) بود.